# Ordine di Bogdan Chmel'nyc'kyj
L'Ordine di Bogdan Chmel'nyc'kyj (in russo Орден Богдана Хмельницкого?, Orden Bogdana Chmel'nickogo; in ucraino Орден Богдана Хмельницького?, Orden Bohdana Chmel'nyc'koho) fu un'onorificenza sovietica fino al 1991 e, dal 1995, ucraina.

## Storia
Prese il nome dell'atamano dei cosacchi Bohdan Chmel'nyc'kyj e fu istituito il 10 ottobre 1943, durante la seconda guerra mondiale, dal Presidium del Soviet Supremo dell'Unione Sovietica. Fu introdotta nel nuovo Stato indipendente di Ucraina dal presidente ucraino Leonid Kučma il 3 maggio 1995 per commemorare il 50º anniversario della vittoria nella Grande Guerra Patriottica.
Originariamente l'Ordine aveva lo scopo di premiare militari dell'Armata Rossa per azioni eccezionali in combattimento che avessero avuto come conseguenza la liberazione del territorio dell'Unione Sovietica.
L'Ordine fu proposto da Nikita Chruščëv, allora ufficiale politico, dal regista Aleksandr Dovženko e dal poeta Mykola Bazhan.
Era ripartito in tre gradi: la Prima, la Seconda e la Terza Classe.
Il generale Aleksej Danilov fu il primo a ricevere l'Ordine di Prima Classe.

## Classi
La medaglia di Prima Classe era attribuita a comandanti di Fronte o di Armata per la vittoriosa guida di operazioni di combattimento che avessero portato alla liberazione di una regione o una città infliggendo pesanti perdite al nemico. In tutto la Prima Classe venne concessa a 323 persone. Tra coloro che la ricevettero erano presenti vari futuri Marescialli dell'Unione Sovietica, tra cui Sergej Semënovič Birjuzov, Kirill Semënovič Moskalenko e Pëtr Kirillovič Koševoj.
La medaglia di Seconda Classe veniva concessa a comandanti di Corpo d'armata, Divisione, Brigata o Battaglione per aver rotto il fronte nemico o per un'azione nelle retrovie nemiche. In tutto la Seconda Classe venne concessa a 2400 persone.
La medaglia di Terza Classe era attribuita a ufficiali, comandanti partigiani, sergenti, caporali e soldati dell'Armata Rossa e delle formazioni partigiane per eccezionale coraggio e abilità nel conseguire una vittoria in battaglia. In tutto 5700 persone ottennero la Terza Classe. La maggioranza furono soldati dell'Armata Rossa che combatterono sul fronte ucraino e partigiani ucraini.
L'Ordine, scioltosi al momento della dissoluzione dell'Unione Sovietica, venne ristabilito in Ucraina nel 1995 ed è tuttora esistente.

## Insegna e nastri sovietici
| Prima Classe | Seconda Classe | Terza Classe |
| ------------ | -------------- | ------------ |
|              |                |              |
| Nastro       |                |              |
|              |                |              |

## Insegna e nastri ucraini
| Prima Classe | Seconda Classe | Terza Classe |
| ------------ | -------------- | ------------ |
|              |                |              |
| Nastro       |                |              |
|              |                |              |